# Intrasporangiaceae
Intrasporangiaceae es una familia de bacterias del orden Micrococcales que son grampositivas, anaerobias facultativas y sin motilidad. Presentan amplia gama de propiedades fenotípicas, bioquímicas y gran variedad de hábitats.